# バレエ・シューズ (小説)
『バレエ・シューズ』（Ballet Shoes）は、ノエル・ストレトフィールド作の児童文学作品。1936年出版。

## あらすじ
1930年代のロンドン。3人の孤児ポーリーン、ペトロヴァ、ポージーは、化石学者のガムおじさんに引き取られるが、3人が幼い頃にガムおじさんは行方不明となり、ガムの姪シルヴィアのもとで育つ。やがて3人は児童舞踊演劇学院という学校で学び始める。

## 映像化
『バレエ・シューズ』（原題:Ballet Shoes）は、2007年にBBCで放送されたテレビ映画。1975年にBBCによりテレビシリーズとして放送されたものをテレビ映画として再映像化。日本では2009年7月3日にDVDが発売された。

### キャスト
1975年版
| 役名                      | 俳優                   | 日本語吹替 |
| ------------------------- | ---------------------- | ---------- |
| ポーリーン・フォッシル    | エリザベス・モーガン   |            |
| シルヴィア・ブラウン      | アンジェラ・ソーン     |            |
| マシュー・ブラウン (ガム) | エズモンド・ナイト     |            |
| ペトロヴァ・フォッシル    | ジェーン・スローター   |            |
| ポージー・フォッシル      | サラ・プリンス         |            |
| ナナ                      | バーバラ・ロット       |            |
| テオ・デーン              | ジョアンナ・デヴィッド |            |

2007年版
| 役名                      | 俳優                   | 日本語吹替 |
| ------------------------- | ---------------------- | ---------- |
| ポーリーン・フォッシル    | エマ・ワトソン         | 須藤祐実   |
| シルヴィア・ブラウン      | エミリア・フォックス   | 雨谷和砂   |
| マシュー・ブラウン (ガム) | リチャード・グリフィス | 田坂浩樹   |
| ペトロヴァ・フォッシル    | ヤスミン・ペイジ       | 世戸さおり |
| ポージー・フォッシル      | ルーシー・ボイントン   | 米澤円     |
| ナナ                      | ヴィクトリア・ウッド   | 永木貴依子 |